# Municipio de Columbus (Pensilvania)
El municipio de Columbus (en inglés: Columbus Township) es un municipio ubicado en el condado de Warren en el estado estadounidense de Pensilvania. En el año 2000 tenía una población de 1,741 habitantes y una densidad poblacional de 17 personas por km².

## Geografía
El municipio de Columbus se encuentra ubicado en las coordenadas 41°57′00″N 79°32′59″O / 41.95000, -79.54972.

## Demografía
Según la Oficina del Censo en 2000 los ingresos medios por hogar en la localidad eran de $36,905 y los ingresos medios por familia eran $42,557. Los hombres tenían unos ingresos medios de $31,302 frente a los $24,048 para las mujeres. La renta per cápita para la localidad era de $17,586. Alrededor del 10,7% de la población estaban por debajo del umbral de pobreza.